# TanQuid
Die Tanquid GmbH & Co. KG  (eigene Schreibweise: TanQuid) ist ein europaweit tätiger Industriekonzern, der Öl und chemische Produkte in Tanklagern speichert. Der Firmensitz ist Duisburg.
Tanquid ist der größte unabhängige Tanklagerbetreiber in Deutschland mit Lagern an ca. 20 Standorten. Der Konzern hat sich auf die strategische Treibstoffbevorratung von EU-Mitgliedstaaten, Lagerung von Mineralölprodukten und chemischen Produkten für Dritte und weitere hiermit verbundene Dienstleistungen spezialisiert.
Die in Deutschland und Polen liegenden Tanklager umfassen einen Tankraum von ca. 3,6 Millionen Kubikmetern. Des Weiteren verfügt Tanquid über acht Pipelineanschlüsse und eigene Gleisanlagen von etwa 10 Kilometern Länge.

## Strukturen
Die Tanquid GmbH & Co. KG, Duisburg ist in Deutschland beim Amtsgericht Duisburg registriert. Das Mutterunternehmen von Tanquid ist die Gesellschafterin Macquarie Storage Holdings Limited, Bermuda. Oberstes Mutterunternehmen ist die LODH Macquarie International Infrastructure Fund L.P., Kanalinseln. Im Konzernabschluss nach IFRS-Regeln ist das Ergebnis der einzigen Tochter enthalten, der Tanklagergesellschaft Speyer mbH, Speyer.
An zwei Unternehmen, der „Flughafen Hannover Pipeline GmbH & Co. KG, Hamburg“ und der „Flughafen Hannover Pipeline Verwaltungsgesellschaft mbH, Hamburg“ hält Tanquid je 50 % des Stammkapitals.
Zu 49 % ist die „TanQuid Betriebsführungsgesellschaft mbH, Duisburg“ an der „Fernleitungs-Betriebsgesellschaft mbH, Bonn“ beteiligt, die als Betriebsgesellschaft für die NATO und die Bundeswehr das Central Europe Pipeline System (CEPS) als größtes der zehn Pipeline- und Lagersysteme der NATO betreibt.

## Geschichte

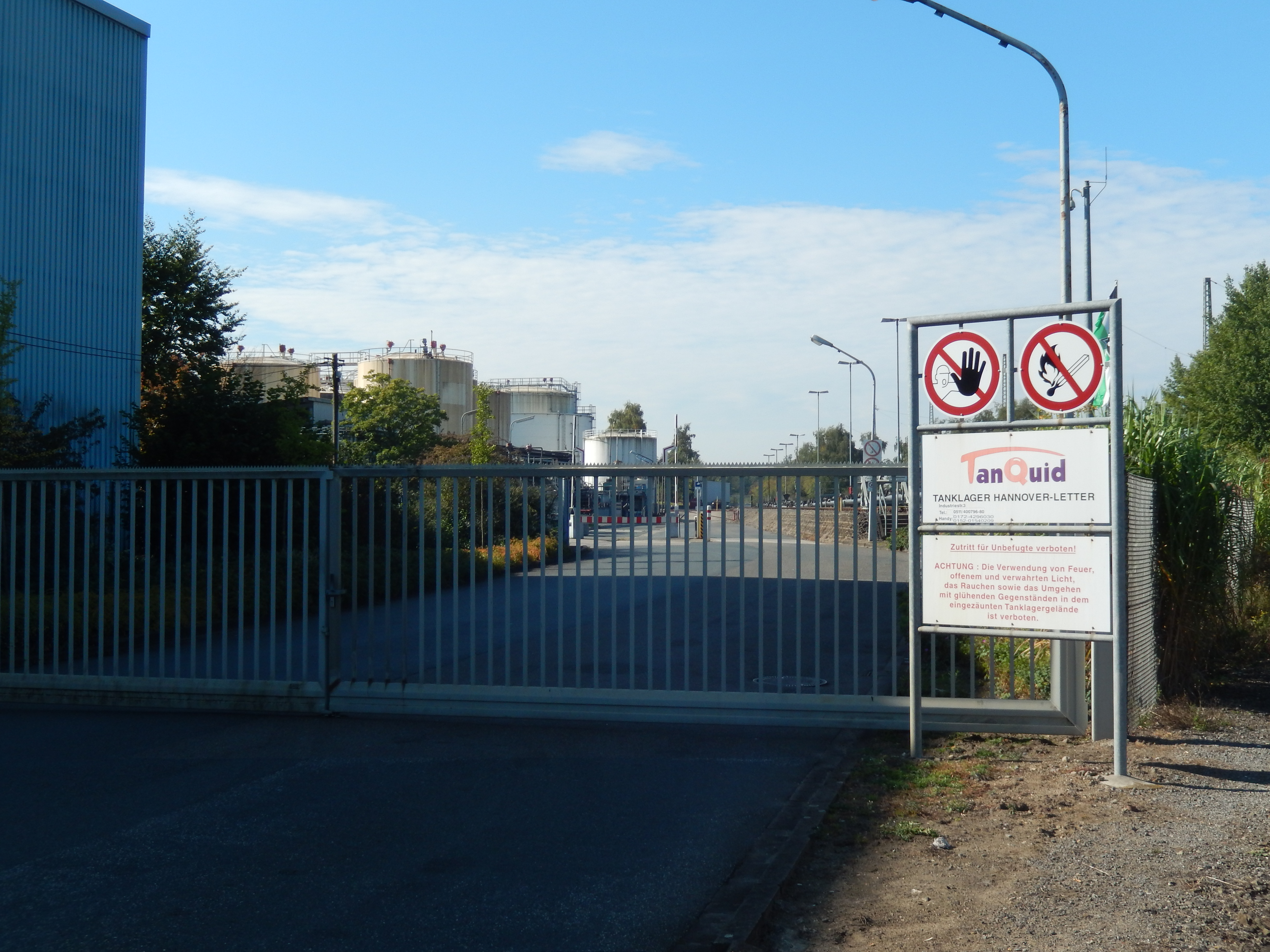
Tanklager in Letter bei Hannover

1951 wurde die VTG Vereinigte Tanklager und Transportmittel GmbH in Hamburg gegründet. 1961 folgte der Erwerb der VTG-Geschäftsanteile durch die Preussag AG, Berlin/Hannover. 1998 kam es zu einer Zusammenführung der Logistikaktivitäten von Lehnkering und VTG Vereinigte Tanklager und Transportmittel GmbH, Hamburg, zur VTG-Lehnkering AG. 2005 war eine Verselbständigung des Geschäftsfeldes Tanklager in der eigenständigen Gesellschaft Tanquid mit dem Macquarie International Infrastructure Fund Ltd. beziehungsweise ab 2008 LMIF, LODH Macquarie Infrastructure Fund Ltd. als neuem Eigentümer. 2006 erfolgten Erwerb und Integration der deutschen Petroplus Tanklagerstandorte, 2007 Erwerb und Integration der IVG Tanklagerstandorte. Im Juni 2011 kam es zu einer Neustrukturierung in der Geschäftsführung.